# Grega Žemlja
Grega Žemlja (* 29. září 1986 Jesenice) je slovinský profesionální tenista. Ve své dosavadní kariéře na okruhu ATP World Tour nevyhrál žádný turnaj. V rámci okruhu ITF a ATP Challenger Tour získal do srpna 2014 patnáct titulů ve dvouhře a čtyři ve čtyřhře.
Na žebříčku ATP byl nejvýše ve dvouhře klasifikován v červenci 2013 na 43. místě a ve čtyřhře pak v listopadu 2011 na 252. místě.
Ve slovinském daviscupovém týmu debutoval v roce 2005 utkáním 1. kola druhé skupiny zóny Evropy a Afriky proti Pobřeží slonoviny, v němž dopomohl družstvu k výhře 5:0 na zápasy zvládnutou dvouhrou i čtyřhrou. Do roku 2015 v soutěži nastoupil k dvaceti dvěma mezistátním utkáním s bilancí 18–11 ve dvouhře a 12–9 ve čtyřhře.

## Tenisová kariéra

### 2009
První grandslam, na němž postoupil do hlavní soutěže se stal Wimbledon, kde vypadl v úvodním kole se Španělem Albertem Montañésem.

### 2010
Na úvodním grandslamu sezóny Australian Open vypadl v prvním kole, na French Open nejdříve jako kvalifikant porazil dvacátého šestého nasazeného Argentince Juana Mónaca 7–6(6), 3–6, 7–5, 6–3, ale ve druhém kole nestačil na Gruzínce Teimuraze Gabašviliho. Stal se tak prvním mužským slovinským hráčem, jenž vyhrál zápas na grandslamovém turnaji ve dvouhře a prvním, který odehrál tři Grand Slamy na třech rozdílných površích.

### 2011
Ve Wimbledonu postoupil do druhého kola přes Slováka Lukáše Lacka ve čtyřech setech. Poté nestačil na turnajovou devítku Gaëla Monfilse.

## Finálové účasti na turnajích ATP Tour
| Legenda (před/od 2009)                                            |
| D – dvouhra; Č – čtyřhra                                          |
| Grand Slam (0–0 D)                                                |
| Tennis Masters Cup / ATP World Tour Finals (0–0)                  |
| ATP Masters Series / ATP World Tour Masters 1000 (0–0 D)          |
| ATP International Series Gold / ATP World Tour 500 (0–0 D; 0–0 Č) |
| ATP International Series / ATP World Tour 250 (0–1 D; 0–0 Č)      |

| Stav      | Č. | Datum          | Turnaj          | Povrch | Soupeř ve finále      | Výsledek finále |
| --------- | -- | -------------- | --------------- | ------ | --------------------- | --------------- |
| Finalista | 1. | 21. října 2012 | Vídeň, Rakousko | tvrdý  | Juan Martín del Potro | 3–6, 4–6        |